# Бенядово
Бенядово (словац. Beňadovo) — село, громада округу Наместово, Жилінський край. Кадастрова площа громади — 6,7 км².
Населення 973 осіб (станом на 31 грудня 2024 року).

## Історія
Бенядово згадується 1663 року.

## Географія
Протікає Бенядовський потік.

## Населення
| Рік:            | 1994. | 2004.    | 2014.    | 2024.    |
| --------------- | ----- | -------- | -------- | -------- |
| Кількість осіб: | 655   | 730      | 810      | 973      |
| Різниця:        |       | +11,45 % | +10,95 % | +20,12 % |

| Рік:            | 2023. | 2024.   |
| --------------- | ----- | ------- |
| Кількість осіб: | 963   | 973     |
| Різниця:        |       | +1,03 % |